# Sopečný kráter

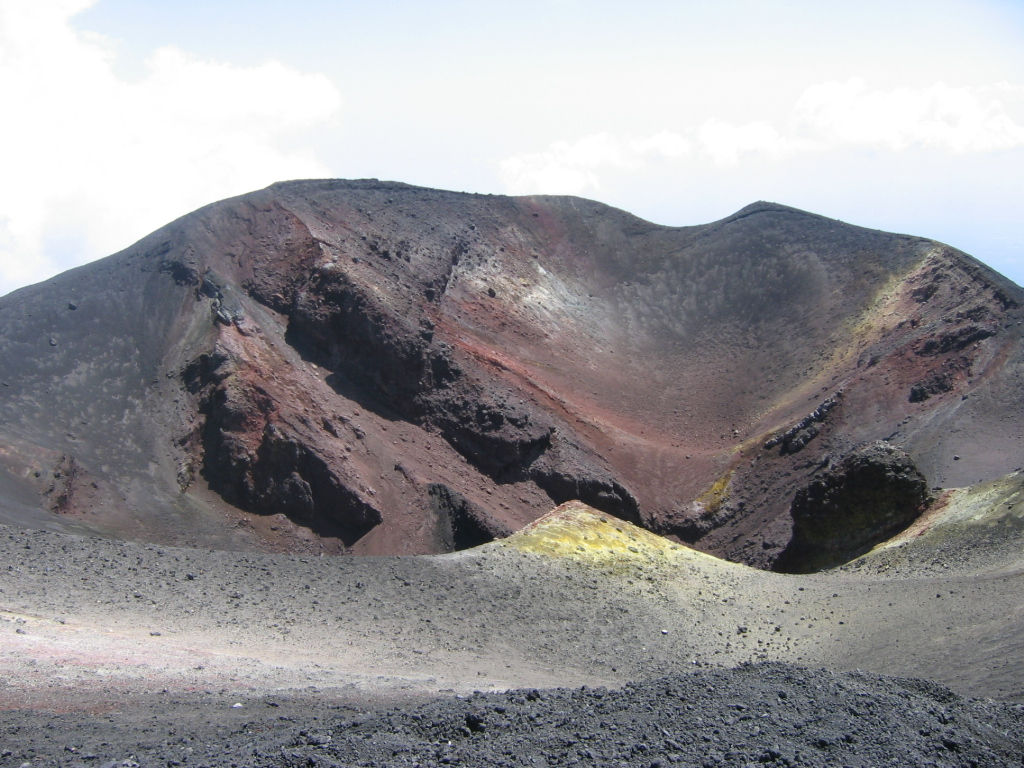
Kráter sopky Etna na Sicílii.

Sopečný, nebo i vulkanický kráter je sopečný útvar, odkud je vyvrhováno magma v podobě lávových proudů a vulkanoklastů na povrch. Tvar kráteru je přibližně kruhový, v jeho středu se nachází magmatický komín – místo výstupu magmatu z magmatického krbu. Průměr kráteru je značně variabilní, jakož i jeho hloubka. Pokud dojde při erupci k propadnutí stěn kráteru, nazývá se takový útvar kaldera. Jen velmi málo sopek je tvořeno pouze kráterem bez výrazného převýšení, ale většina z nich má tvar hory s kráterem umístěným na vrcholu. Někdy se vyskytují i boční, tzv. parazitické krátery, zejména pokud je sopka příliš vysoká a vystupující magma si dokáže najít cestu na povrch i jinými způsoby.